# Greek-American AC
El Greek-American AC fue un equipo de fútbol semi-profesional de los Estados Unidos que alguna vez formó parte de la SFSFL, la liga de fútbol de la ciudad de San Francisco.

## Historia
Fue fundado en el año 1949 en la ciudad de San Francisco, California por los hermanos John y Jim Rally. Bajo los auspicios de la Iglesia Ortodoxa Griega de la Anunciación, que era en ese momento entró en la Alliance Division (Liga de equipos reserva) del SFSFL bajo el nombre de Pan-helenics, durante dos temporadas decepcionantes con un balance de cinco victorias y veintitrés pérdidas. Al ser un equipo independiente, fue admitido a la Segunda División de la liga para la temporada 1950/51 ya que el equipo estuvo bajo los auspicios de la Greek-American Youth Club, un club social al que la mayoría de los jugadores pertenecían y se renombró al club con su denominación actual. En dos años, los griego-americanos se convirtieron en el equipo cenicienta del año, ganando el campeonato y el ascenso a la primera división de la liga, la Primera División. Esta hazaña fue lograda gracias a las habilidades de juego superlativo de Mike Nicolas, entonces recién llegado de Chipre, que entrenó al equipo antes del inicio de la temporada y llevó a los griegos-americanos al campeonato al anotar personalmente 43 goles en 14 partidos de Liga. 
La temporada siguiente, sin embargo, la competencia en la Primera División demostró ser demasiado para los inexpertos Griego-Americanos, ya que el equipo terminó último y fue degradado a la Segunda División, donde estuvo en la pelea por las dos próximas temporadas, terminando tercero y segundo en cada ocasión. En la temporada 1957/58, que una vez más ganó el título en un dramático play-off contra los SSF Scots. El segundo intento del equipo en la primera división fue mejor que la primera, ya que el equipo terminó séptimo con doce puntos, ya que las reglas de la liga requieran de ello para defender su puesto en la Primera División en un partido de play-off contra el retador del Club Perú de la Segunda División. Los peruanos, rápidos y técnicamente superiores derrotaron a los griegos-americanos, que fueron una vez más obligados a volver a la división inferior.

### Promoción
Fue después de este segundo fracaso de permanecer en la máxima categoría que los consejeros del club decidieron reconstruir el equipo con nuevos talentos mediante la contratación y la importación de los mejores jugadores en sus filas. Como resultado de estos esfuerzos, John Davidson y Bob Hughes, dos jugadores escoceses en circulación fueron reclutados desde Canadá, y junto con Mike Nicolas fueron fundamentales para una excelente actuación del equipo en la temporada 1959-60, ganando once partidos, mientras que perdieron sólo uno. Sin embargo, al final de la temporada, el equipo terminó en un empate con el Athletic Club San Francisco. Después de muchos aplazamientos, los altamente favorecidos del Greek-American perdieron el play-off ante sus adversarios italianos y un segundo play-off a Primera División con el séptimo clasificado, el AAC Teutonia, por lo que se vieron obligados a permanecer en la Segunda División, como se vio después de la última tiempo, ya que con la incorporación de más jugadores, como George Cruickshank, el equipo ganó su tercer campeonato de Segunda División en 1960/61, sin sufrir una sola derrota.

### Las Décadas de Dominación
Desde entonces el equipo ha permanecido en la primera división desde hace más de cuarenta años, un período de longevidad inigualada por ningún otro equipo. Los griegos primero desafiaron la supremacía de los escoceses en la Copa Abierta, derrotándolos dos veces en tres temporadas; pero tuvieron que esperar hasta 1966-1967 para levantar su primer título de la SFSFL. Después de otra gran temporada, los griegos llegaron a ser el equipo más dominante en la historia de la liga, acumulando la asombrosa cifra de 53 trofeos. Durante un periodo de entre 1986 y 1989, los griegos estaban invictos en 55 partidos consecutivos y ganó cinco títulos de liga consecutivos desde el 1984 a 1989. Bajo el entrenador Lothar Osiander, exjugador de Estados Unidos, el equipo ganó dos Copas National Challenge en 1985 y 1994.
A nivel internacional participaron en un torneo continental, en la Copa de Campeones de la Concacaf 1989, en la cual fueron eliminados en la primera ronda norte en manos de los Pumas UNAM de México.
El club desapareció en la temporada 2004.

## Palmarés
- SFSFL: 16

1966-67, 1968–69, 1969–70, 1970–71, 1972–73, 1977–78, 1980–81, 1982–83, 1984–85, 1985–86, 1986–87, 1987–88, 1988–89, 1990–91, 1993–94, 1994–95
- SFSFL 2: 3

1952-53, 1957–58, 1960–61
- Copa del Estado de California: 5

1965-66, 1968–69, 1979–80, 1982–83, 1985–86
- Copa Junior del Estado de California: 1

1968-69
- National Challenge Cup: 2

1985, 1994
- Las Vegas Silver Mug: 3

1993, 1994, 1995

## Participación en competiciones de la Concacaf
| Temporada | Torneo                           | Ronda   | Club       | Casa | Visita | Global |
| --------- | -------------------------------- | ------- | ---------- | ---- | ------ | ------ |
| 1989      | Copa de Campeones de la Concacaf | Norte 1 | Pumas UNAM | 2-2  | 1-5    | 3-7    |